# Gheorghe Mihali
Gheorghe Mihali (Baia-Borşa, 9 de dezembro de 1965) é um ex-futebolista profissional romeno, defensor, atualmente é treinador.

## Títulos

### Clubes
Dinamo Bucureşti
- Liga Romena: 1991–92, 1999–00
- Copa da Romênia: 1999–00, 2000–01

Inter Sibiu
- Balkans Cup: 1990–91

Guingamp
- UEFA Intertoto: 1996
- Coupe de France: vice 1997